# Anton Bosch
Anton Bosch (* 1934 in Kandel bei Odessa, Sowjetunion) ist ein russlanddeutscher Historiker.
Im März 1944 wurde seine Familie in den sogenannten Warthegau und im Januar 1945 nach Sachsen umgesiedelt. Nachdem Sachsen im Juli/August 1945 der Sowjetischen Besatzungszone zugeteilt wurde, wurde die Familie in ein Arbeitslager in Udmurtien/Nordural repatriiert. 1961 folgte der Umzug nach Karaganda, wo er die polytechnische Hochschule absolvierte. Bis zur Auswanderung nach Deutschland 1974 arbeitete er als Elektromechaniker, Leiter eines Kraftwerks und später Chefingenieur der Energieversorgung von Karaganda, Kasachstan. 1973 zog er nach Moldawien und stellte dort den Antrag auf Ausreise nach Deutschland. Seit 1974 lebt er mit seiner Familie in Nürnberg, wo er 23 Jahre lang in einer Elektrofirma tätig war.
In der Landsmannschaft der Deutschen aus Russland engagierte sich Bosch von 1974 bis 1978 als Sozialreferent der Kreisgruppe Nürnberg-Fürth und von 1978 bis 1982 als deren Vorsitzender. Anschließend war er sechs Jahre im Bundesvorstand für den Bereich Familienzusammenführung zuständig (1986 nahm er an der KSZE-Folgekonferenz in Wien teil) und von 1988 bis 1992 Vorsitzender des „Kulturrates der Deutschen aus Russland“. Nach Übertritt in den Ruhestand schloss er 2001 sein Studium an der Universität Erlangen-Nürnberg in den Fächern Geschichte, Slawistik, Neue und Neueste Geschichte als Magister Artium ab. Bosch war Mitbegründer des „Historischen Forschungsvereins der Deutschen aus Russland“ (HFDR) und sein Vorsitzender von 1999 bis 2007. Im November 2008 promovierte er an der Universität Erlangen-Nürnberg zum Thema „Der Untergang der Russlanddeutschen im Siedlungsgebiet Odessa-Nikolajew unter dem Sowjetsystem bis 1939“.
Bosch erhielt 2004 die goldene Ehrennadel der Landsmannschaft der Deutschen aus Russland und am 15. Dezember 2009 das Bundesverdienstkreuz am Bande.